# Jungiella interna
Jungiella interna är en tvåvingeart som först beskrevs av Nielsen 1964.  Jungiella interna ingår i släktet Jungiella och familjen fjärilsmyggor. Inga underarter finns listade i Catalogue of Life.